# Hemictenius zhantievi
Hemictenius zhantievi är en skalbaggsart som beskrevs av Gusakov 2004. Hemictenius zhantievi ingår i släktet Hemictenius och familjen Melolonthidae. Inga underarter finns listade i Catalogue of Life.